# Basilide
Basilide (greco: Βασιλείδης, Basilides; fl. 117-138?) fu un maestro religioso dello gnosticismo cristiano delle origini.
Attivo ad Alessandria d'Egitto, fu discepolo di Menandro oppure di un presunto interprete di Pietro apostolo di nome Glaucias (ma gli studiosi moderni dubitano di Glaucias). Gli Atti della disputa con Manes affermano che per un certo periodo insegnò tra i Persiani. Si ritiene che abbia scritto oltre due dozzine di libri di commento sui vangeli, oggi perduti, intitolati Exegetica, cosa che lo individua come uno dei più antichi commentatori dei vangeli. Solo alcuni frammenti dei suoi lavori si sono conservati, per il resto le sue idee sono note solo attraverso le confutazioni fatte dai suoi nemici.
I sostenitori di Basilide, i basilidiani, formarono un movimento che durò per almeno due secoli dopo la sua morte; Epifanio di Salamina, alla fine del IV secolo, testimonia la presenza di gnostici basilidiani in Egitto. È però probabile che la scuola si sia fusa con il filone principale dello Gnosticismo nella seconda metà del II secolo.

## Biografia
Le scarse notizie riguardanti la sua vita derivano dagli scritti dei primi eresiologi, anche se spesso le notizie che danno sono in contrasto fra loro. Per esempio quanto affermato da Epifanio di Salamina, ovvero che fu discepolo di Menandro ad Antiochia di Siria e solo in seguito si trasferì ad Alessandria d'Egitto, è piuttosto inverosimile, dato che sia Eusebio di Cesarea, sia Teodoreto di Cirro sostengono che fosse alessandrino fin dalla nascita. Anche quanto riportato negli Atti di Archelao (LV), che Basilide era "un predicatore fra i persiani", quasi certamente è frutto di qualche confusione.
Si sa per certo, comunque, che ebbe un figlio, Isidoro, che continuò la sua opera di maestro gnostico. Inoltre, Basilide creò due profeti, che lo avrebbero annunciato, chiamati Barcabbas e Barcoph e pretendeva di avere ricevuto istruzioni da Matteo apostolo per potere diventare discepolo di un certo Glauco, un predicatore che si vantava di essere stato seguace di Pietro apostolo in persona e di avere appreso da questi gli insegnamenti segreti del Cristo.

## Dottrina ed etica
Degli scritti di Basilide non è rimasto praticamente nulla e non esistono testimoni gnostici contemporanei, pertanto, per conoscere la sua dottrina, si deve fare affidamento su fonti scritte da suoi oppositori:
- Ireneo di Lione, Contra Haereses, scritto intorno al 170;
- Clemente Alessandrino, Stromata, scritto tra il 208 e il 210, e il cosiddetto Excerpta ex Theodoto;
- Ippolito di Roma, Philosophumena, scritto intorno al 225;
- Pseudo Tertulliano, Contro Tutte le Eresie, un piccolo trattato di solito allegato al De Praescriptionibus di Quinto Settimio Fiorente Tertulliano, ma probabilmente di altro autore, scritto intorno al 240 e basato su un perduto Compendio di Ippolito;
- reperti artistici dello gnosticismo come le gemme di Abraxas, e frammenti letterari come il Pistis Sophia, l'ultima parte del quale probabilmente risale alla fine del II secolo e, sebbene non prettamente Basilidiano, tuttavia illustra il primo gnosticismo alessandrino.

Fonti successive sono:
- Epifanio, Adversus Haereses
- Teodoreto di Cirro, Haer. Fab. Comp.

Le descrizioni del sistema di Basilide fornite dalle fonti principali, Ireneo e Ippolito, sono così divergenti tra loro da risultare inconciliabili: secondo Ireneo, Basilide era un dualista emanazionista, mentre secondo Ippolito era un evoluzionista panteistico.
Il sistema dottrinale del pensatore, secondo Ireneo (Contro le eresie, I, 24), si basava su una cosmogonia che vedeva dal Padre ingenerato nascere Nous (l'Intelletto); da questo Logos (la Ragione); da Logos, Phronesis (la Prudenza); da Phronesis, Sophia (la Sapienza) e Dynamis (la Potenza). Da questi ultimi due nacquero: virtù, arconti e angeli, che crearono il primo cielo. Da questa generazione nacquero altri esseri che costruirono il secondo cielo, e così via, fino a giungere al trecentosessantacinquesimo cielo, ciascuno dei quali corrispondeva a un ordine angelico. Ragione per cui l'anno è composto di 365 giorni. Gli angeli dell'ultimo cielo, o cielo visibile, crearono il mondo materiale e gli uomini, dividendoli in popoli diversi. Il maggiore di questi angeli era il Dio dell'Antico Testamento, protettore degli ebrei. Siccome questi desiderò che le altre nazioni fossero sottoposte alla sua protezione, gli altri principati angelici gli opposero sempre resistenza. Da questo deriva l'avversione di ogni altro popolo per questa razza. Il Padre Ingenerato e Innominato, vedendo queste cose, inviò il suo Primogenito, Nous (colui che è conosciuto come Cristo) a liberare dal potere degli angeli che avevano costruito il mondo coloro che avessero creduto in lui. Agli uomini Cristo sembrò un uomo, capace di compiere miracoli. Comunque, non fu Cristo che patì sulla croce, ma piuttosto Simone di Cirene, che fu costretto a portare la croce per lui, e fu crocifisso al posto di Cristo, poiché Cristo stesso lo aveva trasformato “così che si credesse che fosse lui”; mentre Gesù aveva assunto l'aspetto di Simone e “stando ritto in piedi irrideva i crocifissori”, per questo “se qualcuno professa fede nel crocifisso, questi è ancora servo e sotto il potere di quelli che hanno creato i corpi: invece chi lo avrà rinnegato [il crocifisso], è libero dal potere di quelli e conosce la disposizione del Padre ingenerato.
Attraverso la Gnosis (la Conoscenza) di Cristo le anime degli uomini vengono salvate, ma i loro corpi periscono.
La cosmogonia basilidiana descritta da Ireneo può essere completata dalla consultazione delle opere di Epifanio e Pseudo-Tertulliano: il Dio altissimo, Padre Ingenerato, risponde al mistico nome di Abraxas; gli angeli che hanno creato il mondo lo hanno estrapolato della Materia Eterna, ma essendo la materia il principio di tutto il male essa viene disprezzata da Basilide e la sua Cristologia è essenzialmente docetica: subire il martirio per professare il Crocifisso è inutile, sarebbe come morire per Simone di Cirene, non per Cristo.
Secondo quanto descritto da Ippolito (Confutazioni, VII 20-7), che mette in relazione la gnosi di Basilide con il pensiero filosofico di Aristotele, all'inizio non esisteva nulla, allora il «Dio che non esisteva» (ouk on theos) che Aristotele definiva Pensato di pensiero (noeseos tes noesis), ebbe il desiderio di creare il mondo. Ma non il mondo come lo conosciamo e percepiamo, piuttosto un seme contenente il tutto, il Seme del Mondo (Panspermia). Anche questo seme veniva descritto, al pari del Dio, non esistente, pertanto il Non esistente (Dio) creò il Non esistente (Panspermia) dal Non esistente (il nulla iniziale).
Basilide rifiutò sempre sia l'emanazione che l'eternità della materia. "Che bisogno c'era", diceva, "di una emanazione o perché accettare Hyle [la Materia] quando Dio può parlare e di conseguenza fare; prendiamo per esempio la Genesi: Sia la luce e luce fu". Il problema maggiore che Basilide dovette quindi affrontare fu quello del passaggio dal Non Essere all'Essere. La soluzione era nel Seme del Mondo, che da un lato era Non-esistente, e dall'altro, il seme globale del mondo molteplice. La Panspermia conteneva in se stessa una tripla Filiazione (Hyiotes) del Dio non esistente: una composta di elementi raffinati, Leptomeres, una seconda di elementi più sporchi, Pachymeres, e una terza necessitante di purificazione, Apokatharseos deomenon.
Lo scopo finale di queste tre Filiazioni è il raggiungimento del Dio Non-esistente, ma ognuna lo raggiunge in modo diverso. La prima Filiazione si levò subito e volò con la velocità del pensiero al Dio Non-esistente. La seconda, rimanendo comunque nella Panspermia, e desiderando imitare la prima Filiazione si spinse verso l'alto, ma, essendo troppo sporca e pesante, fallì. Allora la seconda Filiazione prese le ali dello Spirito Santo e con questo aiuto quasi raggiunse il Dio Non-esistente. Ma quando gli arrivò vicino, lo Spirito Santo, di sostanza diversa dalla Seconda Filiazione, non poté andare oltre, quindi condusse la Seconda Filiazione vicino alla prima Filiazione e se ne andò. Ma non ritornò vuoto, come un vaso pieno di unguento trattenne l'odore dolce della Filiazione e divenne lo "Spirito di Confine" (Methorion Pneuma), tra il Supernaturale e il Terreno dove la terza Filiazione è ancora imprigionata nella Panspermia. Fuori della Panspermia, però, insieme al firmamento fu creato anche il Grande Arconte, o Regolatore; questi credette che il firmamento fosse il limite dell'universo e, ignorando il Dio supremo e tutto il mondo divino, si nominò Dio e Padrone di tutte le cose. L'arconte, allora, volle trarre dalla Panspermia un figlio. Questi era il Cristo, più sapiente e più potente dell'arconte stesso, che lo fece sedere alla sua destra e si fece consigliare sulla successiva opera di creazione. Con lui creò i cieli che arrivano fino alla Luna, ovvero La sfera dove il Grande Arconte domina, il confine più basso della quale è proprio il piano dove la luna compie le sue rivoluzioni (Ogdoad). Lo stesso processo si ripeté ed esiste un secondo Arconte, con accanto suo Figlio. La sfera sulla quale dominano è l'Hebdomad, posta sotto l'Ogdoad.
Restava ancora il problema dell'elevazione al Dio non esistente della terza Filiazione. Questa doveva avvenire attraverso il Vangelo. Da Adamo a Mosè aveva regnato l'Arconte dell'Ogdoad (romani 5:14); nel periodo intercorso tra Mosè e i Profeti aveva regnato l'Arconte dell'Hebdomad, o Dio degli ebrei. Ora, nel terzo periodo, avrebbe dovuto regnare il Vangelo. Il Vangelo venne inizialmente trasmesso dalla prima Filiazione, attraverso lo Spirito Santo, al Figlio dell'Arconte dell'Ogdoad; il Figlio lo comunicò a suo Padre, che si sbalordì e tremò e riconobbe il suo peccato d'orgoglio nell'essersi pensato la Divinità Suprema. Il Figlio dell'Arconte dell'Ogdoad lo passò, poi, al Figlio dell'Arconte dell'Hebdomad, che lo trasmise a sua volta a suo padre. Così ambedue le sfere, inclusi i 365 cieli e i loro Arconti principali, sono venuti a conoscenza della verità. Ma la Redenzione avverrà solo per merito della luce «che scese giù dall'alto, dalla Ogdade, al giglio della Ebdomade, scese giù dalla Ebdomade su Gesù il figlio di Maria e questo, infiammato dalla luce che gli risplendette, ricevette l'illuminazione» e finché tutte le scintille divine non saranno ricongiunte con il Padre supremo l'opera non avrà termine.
L'etica del sistema basilidiano ci è nota soprattutto grazie alle opere di Clemente Alessandrino. Per Basilide la fede era la base della vita spirituale; ma essa non era una semplice sottomissione dell'intelletto, bensì un dono innato di conoscenza (gnosis) ricevuto dall'anima prima della sua unione con il corpo, che alcuni possedevano e altri no. Ma se la fede è solamente una qualità naturale di alcune menti privilegiate, che bisogno c'è di un Salvatore, si chiedeva Clemente. Basilide avrebbe risposto che la fede è una forza latente che manifesta la sua energia solamente attraverso l'arrivo del Salvatore. Similmente alla fede, anche il peccato non era il risultato dell'abuso del libero arbitrio, ma soltanto la conseguenza di un principio maligno innato in ogni uomo. Ogni sofferenza, pertanto è punizione per il peccato. Le stesse persecuzioni subite dai cristiani altro non sono che la semplice punizione dei loro peccati. Secondo Basilide anche Cristo, come qualsiasi altro uomo aveva il peccato innato, dato che solo Dio poteva essere retto. Visto da un'altra prospettiva, il male era una sorta di escrescenza dell'anima razionale, il risultato di un disturbo originale. Ireneo e Epifanio contestarono a Basilide l'immoralità del suo sistema, mentre Sofronio Eusebio Girolamo lo chiamava maestro e insegnante di depravazioni. È comunque probabile che Basilide, personalmente, fosse esente dall'immoralità e che questa accusa non era vera né per il maestro né per alcuni dei suoi seguaci. Clemente Alessandrino e Epifanio hanno tramandato un passaggio delle scritture del figlio e successore di Basilide che consigliano di soddisfare liberamente i desideri sensuali in modo che l'anima potesse trovare prima la pace nella preghiera. Ed è straordinario che Giustino, nella sua Prima Apologia (XXVI), ovvero, intorno al 150-155, suggerisca agli imperatori romani che probabilmente gli gnostici sono i colpevoli di quelle immoralità delle quali venivano falsamente accusati i Cristiani. È vero che questo passaggio menziona esplicitamente solo Simone, Menandro, e Marcione, ma il tono è generalizzato, e altrove vengono citati anche Valentino, Basilide, e Saturnino.

## Opere
Tutte le sue opere furono distrutte come eretiche dai cristiani e le conoscenze che abbiamo sui suoi scritti derivano dai testi dei Padri della Chiesa, chiaramente suoi detrattori. In ogni caso conosciamo il titolo di tre delle sue opere, delle quali si sono conservati solo alcuni frammenti. Eccone la descrizione:
- Un Vangelo. Origene nella sua Omelia su Luca, I, affermava che Basilide aveva osato scrivere un Vangelo secondo Basilide. Anche Sofronio Eusebio Girolamo, nel Prologo al suo Commentario su San Matteo parla di un "Evangelium Basilidis". Con ogni probabilità questo "Vangelo" fu compilato al di fuori dei canoni, abbreviandone e alterandone il testo per conformarlo ai suoi dogmi gnostici.
- Un Commentario sul Vangelo in 24 libri. (Clemente Alessandrino lo chiama "Exegetica"; gli Acta Archelai et Manetis, "Tractatus".) Frammenti di questo Commentario ci sono giunti in Stromata, IV, 12-81 e in Acta Archelai, LV.
- Inni. Origene ce ne parla in una nota e il cosiddetto Frammento Muratoriano, contenente un elenco di libri canonici e non-canonici (circa 170) finisce con le parole: "etiam novu psalmorum librum marcioni conscripserunt una cum Basilide assianum catafrycum constitutorem". Questa frase, nonostante la sua oscurità, conferma l'asserzione di Origene.

## Basilidiani
Basilide non fondò mai una scuola con discepoli, che modificarono o integrarono le dottrine del loro leader. Isidoro, suo figlio, fu l'unico che elaborò il sistema di suo padre, specialmente dal lato antropologico. Egli scrisse un'opera sull'Anima avventizia ("Psyche Prosphyes"), un altro lavoro, chiamato "Etica" da Clemente e "Parenetica" da Epifanio e almeno due libri di "Commentari sul Profeta Parchor". Il Basilidianesimo sopravvisse quasi sicuramente fino alla fine del IV secolo, epoca in cui Epifanio era a conoscenza di Basilidiani che vivevano sul delta del Nilo. Sebbene secondo Sulpicio Severo ci fu una penetrazione del Basilidianesimo in Spagna attraverso un certo Marco da Memphis, a capo di una setta gnostica quasi esclusivamente limitata all'Egitto. Dei costumi dei Basilidiani conosciamo poche cose. Sappiamo che Basilide comandò ai suoi seguaci, come Pitagora un silenzio della durata di cinque anni, che celebravano l'anniversario del battesimo di Gesù come un giorno di festa ed erano soliti passarne la vigilia leggendo; che Basilide insegnò di non avere scrupoli a mangiare cibo offerto agli idoli; che portavano amuleti con incisa la parola Abrasax e altre figure simboliche, che, fra le altre cose, credevano possedere proprietà benefiche.
Anche se Basilide fu menzionato da tutti i Padri come uno dei capi dello gnosticismo, il sistema di Valentino sembra essere stato molto più popolare e più diffuso, così come il Marcionismo. Per questo motivo, sebbene la letteratura anti-gnostica è abbondante, si conosce un solo lavoro patristico che aveva per espresso scopo la confutazione di Basilide e questo lavoro non esiste più.